# Odjel za geografiju Sveučilišta u Zadru
Odjel za geografiju jedan je od 21 sveučilišnog odjela na Sveučilištu u Zadru. Uz Geografski odsjek PMF-a Sveučilišta u Zagrebu ovo su jedine visokoškolske institucije u Hrvatskoj na području geografije. Prostori odjela nalaze se u Zadru na adresi Ulica Franje Tuđmana 24.

## Povijest
Odjel za geografiju osnovan je 1994. kao Odsjek za geografiju Filozofskog fakulteta u Zadru, a iste je godine pokrenut i dvopredmetni sveučilišni dodiplomski studij geografije. Iako se studij geografije održavao na brojnim visokoškolskim ustanovama u Hrvatskoj, ovo je trenutačno jedini studij izvan Zagreba na kojem se može studirati geografija. Godine 2003. osnivanjem Sveučilišta u Zadru tadašnji Odsjek za geografiju Filozofskog fakulteta u Zadru nastavlja djelovanje kao Odjel za geografiju Sveučilišta u Zadru.

## Organizacija odjela
Studij geografije organiziran je u jednopredmetni znanstveni i dvopredmetni nastavnički smjer. Oba se izvode kao preddiplomski u trajanju od 3 godine i diplomski u trajanju od 2 godine. Nakon završenog preddiplomskog studija studenti dobivaju titulu prvostupnika geografije, a nakon završenog diplomskog dobivaju titulu magistra geografije odnosno profesora geografije za one koji su upisali dvopredmetni nastavnički smjer. Odjel od 2002. godine izvodi i poslijediplomski studij Geografske osnove litoralizacije Hrvatske na kojem se po završetku stječe titula doktora znanosti na području prirodnih znanosti, polje geoznanosti, grana geografija.

## Vanjske poveznice
- Odjel za geografiju Sveučilišta u Zadru